# César et Cléopâtre (film)
Pour les articles homonymes, voir César et Cléopâtre.

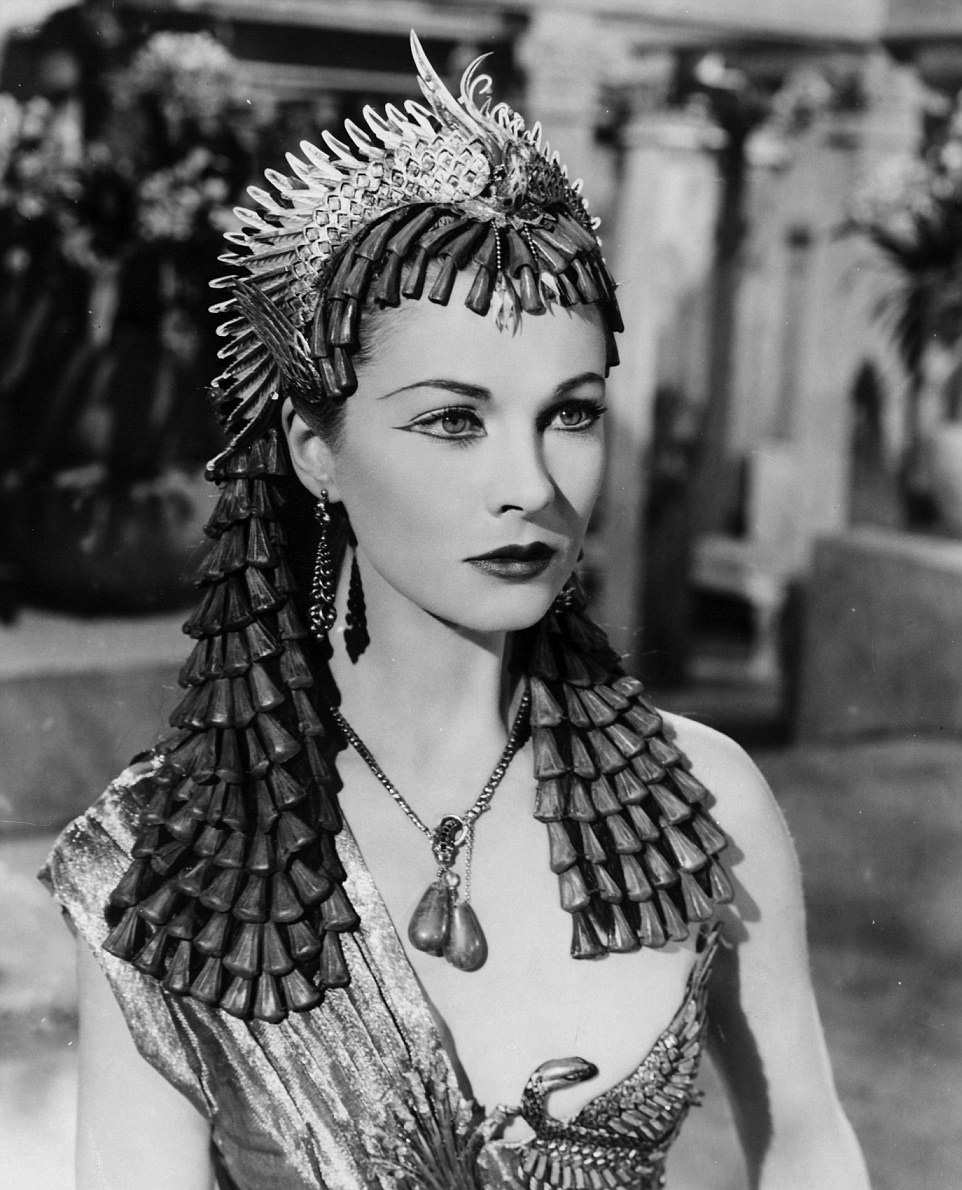
image de l'actrice Vivien Leigh dans son costume de Cléopâtre

César et Cléopâtre (titre original: Caesar and Cleopatra) est un film britannique réalisé par Gabriel Pascal, sorti en 1945.

## Synopsis
Au Ier siècle av. J.-C., Jules César, à la poursuite de son rival Pompée, débarque en Égypte à la tête d'une armée. Appelé à prendre parti dans les rivalités entre le souverain égyptien et sa jeune sœur, Cléopâtre, il fait de celle-ci la reine d'Égypte.

## Fiche technique
- Titre : César et Cléopâtre
- Titre original : Caesar and Cleopatra
- Réalisateur et producteur : Gabriel Pascal
- Scénario : d'après une pièce de théâtre de 1901 de George Bernard Shaw
- Photographie : Jack Cardiff, Jack Hildyard, Robert Krasker, Freddie Young et Edward Scaife (cadreur)
- Costumes : Oliver Messel, assisté notamment de Margaret Furse
- Montage : Frederick Wilson
- Genre : Historique, biopic
- Durée : 122 minutes
- Sortie : 11 décembre 1945

## Distribution
- Vivien Leigh : Cléopâtre VII
- Claude Rains : César
- Stewart Granger : Apollodore
- Flora Robson : Ftatateeta
- Francis L. Sullivan : Potinus
- Basil Sydney : Rufio
- Cecil Parker : Britannus
- Raymond Lovell : Lucius Septimus
- Leo Genn : Bel Affris
- Michael Rennie : Centurion Quayside
- Jean Simmons : une harpiste
- Kay Kendall : une esclave
- John Laurie : première sentinelle-auxiliaire
- Ernest Thesiger : Theodotus
- Ivor Barnard : le 2e noble

Non crédités :
- Marie Ault : une vieille égyptienne
- O. B. Clarence : un vieil égyptien
- Roger Moore : un soldat romain
- Cathleen Nesbitt : une Égyptienne

## Distinctions
Le film a été présenté en sélection officielle au Festival de Cannes 1946.